# Koyubi-one
Koyubi-one är en bergstopp i Antarktis. Den ligger i Östantarktis. Norge gör anspråk på området. Toppen på Koyubi-one är 1 649 meter över havet, eller 363 meter över den omgivande terrängen. Bredden vid basen är 11,5 km.
Terrängen runt Koyubi-one är kuperad åt nordost, men åt sydväst är den platt. Trakten är obefolkad. Det finns inga samhällen i närheten. 